# XVIII edició dels Premis Sur
La XVIII edició dels Premis Sur, correspon als guardons lliurats per l'Academia de las Artes y Ciencias Cinematográficas de la Argentina a les millors produccions cinematogràfiques argentines estrenades entre l'1 de gener del 2023 i el 31 de desembre d'aquest any a les sales de cinemes. La cerimònia va tenir lloc el 26 d'agost de 2024 al teatro Politeama, amb Dalia Gutmann com a presentadora de la gala, mentre que la transmissió va ser per TNT i Max.
Durant la cerimònia, es va rendir tribut a les pel·lícules La tregua (1974), Camila (1984) i Relatos salvajes (2014), tres produccions que van complir 50, 40 i 10 anys respectivament al cinema argentí i que van ser candidates a l'Oscar a la millor pel·lícula de parla no anglesa.
Les nominacions van ser anunciades el 25 de juliol de 2024. Les pel·lícules més nominades van ser Blondi amb 13 candidatures, seguida per Cuando acecha la maldad, El rapto i Puan amb 7 cadascuna.

## Premis i nominacions múltiples
| Pel·lícula                         | Nominacions | Premis |
| ---------------------------------- | ----------- | ------ |
| Blondi                             | 13          | 4      |
| Cuando acecha la maldad            | 7           | 3      |
| El rapto                           | 7           | 3      |
| Puan                               | 7           | 3      |
| Los delincuentes                   | 5           | 3      |
| La extorsión                       | 4           | 0      |
| Elena sabe                         | 3           | 1      |
| Las fiestas                        | 3           | 0      |
| Trenque Lauquen                    | 3           | 0      |
| Ven a mi casa esta Navidad         | 3           | 0      |
| Adentro mío estoy bailando         | 2           | 0      |
| Casi muerta                        | 2           | 0      |
| El juicio                          | 2           | 2      |
| En vos confío                      | 2           | 0      |
| Muchachos, la película de la gente | 2           | 0      |
| Quiero volverme tiempo             | 2           | 0      |
| Un pájaro azul                     | 2           | 0      |

## Categories
Indica el guanyador dins de cada categoria, mostrat al principi i ressaltat en negreta.
| Millor Pel·lícula | Millor Direcció |
| --- | --- |
| - Cuando acecha la maldad - Blondi - Los delincuentes - Puan | - Demián Rugna – Cuando acecha la maldad - Dolores Fonzi – Blondi - María Alché i Benjamín Naishtat – Puan - Rodrigo Moreno – Los delincuentes |
| Millor Ópera Prima | Millor pel·lícula documental |
| - Blondi - Adentro mío estoy bailando - Errante. La conquista del hogar - Ven a mi casa esta Navidad | - El juicio - Adentro mío estoy bailando - El villano - Muchachos, la película de la gente |
| Millor Actriu | Millor Actor |
| - Dolores Fonzi – Blondi - Julieta Zylberberg – El rapto - Laura Paredes – Trenque Lauquen - Mercedes Morán – Elena sabe                                                                                               | - Marcelo Subiotto – Puan - Ezequiel Rodríguez – Cuando acecha la maldad - Rodrigo de la Serna – El rapto - Toto Rovito – Blondi |
| Millor Actriu de Repartiment | Millor Actor de Repartiment |
| - Rita Cortese – Blondi - Andrea Garrote – El rapto - Carla Peterson – Blondi - Virginia Garófalo – Cuando acecha la maldad                                                                                            | - Leonardo Sbaraglia – Puan - Ezequiel Díaz – Las fiestas - Germán Palacios – El rapto - Pablo Rago – La extorsión |
| Millor Actriu Revelació | Millor Actor Revelació |
| - Mariana Chaud – Los delincuentes - Camila Peralta – Puan - Maitina De Marco – Las fiestas - Zoe Gotusso – Mariquita, mujer revolución                                                                                | - Toto Rovito – Blondi - Ezequiel Díaz – Las fiestas - Ezequiel Pierri – Trenque Lauquen - Marcelo Michinaux – Cuando acecha la maldad |
| Millor Guió Original | Millor Guió Adaptat |
| - Los delincuentes – Rodrigo Moreno - Blondi – Dolores Fonzi i Laura Paredes - Puan – María Alché i Benjamín Naishtat - Trenque Lauquen – Laura Citarella i Laura Paredes                                              | - El rapto – Daniela Goggii i Andrea Garrote; basat en El salto de papá, de Martín Sivak - Conversaciones sobre el odio – Vera Fogwill; basat en l’obra de teatre homònima, de Vera Fogwill - Elena sabe – Anahí Berneri i Gabriela Larralde; basat en la novel·la homònima, de Claudia Piñeiro - La uruguaya – Marcos Krivocapich; basat en la novel·la homònima, de Pedro Mairal |
| Millor Fotografia | Millor Muntatge |
| - Los delincuentes – Inés Duacastella i Alejo Maglio - Blondi – Javier Juliá - Casi muerta – Daniel Ortega - Un pájaro azul – Guillermo Nieto                                                                          | - El juicio – Alberto Ponce - Cuando acecha la maldad – Lionel Cornistein - La extorsión – Ariel Frajnd - Muchachos, la película de la gente – Inti Nieto, Luz López Mañe i Santiago Parysow |
| Millor Direcció d’Art | Millor Disseny de Vestuari |
| - El rapto – Sebastián Orgambide - Blondi – Micaela Saiegh - Tres hermanos – Ángela Torti i Micaela Urrutia - Un pájaro azul – Aili Chen                                                                               | - Cuando acecha la maldad – Pheonia Veloz - Bill 79 – Julieta López - Blondi – Paula Kasakoff i Greta Ure - Ven a mi casa esta Navidad – Mariana Seropian |
| Millor So | Millor Música Original |
| - El rapto – Leandro de Loredo - En vos confío – Gustavo Pomeranec, Fernando Galucci i Adrián Rodríguez - La extorsión – Gonzalo Matijas, Rubén Piputto y Matías Vilaro - Quiero volverme tiempo – Javier Stavrópoulos | - Puan – Santiago Dolan - En vos confío – Bruno Masino i Agustín Toscano - La extorsión – Pablo Borghi - Quiero volverme tiempo – Víctor Heredia |
| Millor Maquillatge i Caracterització | Millor sèrie |
| - Elena sabe – Emmanuel Miño - Blondi – Ángela Garacija i Malvina Mariani - Casi muerta – Karina Camporino, Matías Giachino i María Ángeles Vázquez - Ven a mi casa esta Navidad – Néstor Burgos                       | - División Palermo - Barrabrava - El amor después del amor - Iosi, el espía arrepentido |

## Premis especials
Durant la gala es va lliurar una menció honorífica a Ana María Picchio, Susú Pecoraro i Leonardo Sbaraglia. D'altra banda, es va distingir amb un premi d'honor de Ricardo Darín, Carmen Guarini i Adolfo Aristarain.